# Michael Kennedy
Michael Robert Kennedy (ur. 13 maja 1968 w Wagga Wagga) – australijski duchowny rzymskokatolicki, w latach 2012–2023 biskup diecezjalny Armidale, biskup Maitland-Newcastle od 2023. 

## Życiorys
Święcenia kapłańskie przyjął 14 sierpnia 1999 w swojej rodzinnej diecezji Wagga Wagga. Pracował głównie jako duszpasterz parafialny, był także m.in. wykładowcą i ojcem duchownym diecezjalnego seminarium oraz przewodniczącym lokalnej konfraterni duchownych diecezjalnych.
7 grudnia 2011 papież Benedykt XVI mianował go ordynariuszem diecezji Armidale. Sakry udzielił mu 9 lutego 2012 jego poprzednik na tej stolicy biskupiej Luc Matthys. Od 1 grudnia 2012 do 5 lipca 2014 był administratorem apostolskim diecezji Wilcannia-Forbes.
2 lutego 2023 papież Franciszek przeniósł go na urząd biskupa diecezjalnego Maitland-Newcastle.